# 霍與瑕
霍與瑕（1522年—1598年），字子璧，又字勉衷，號勉齋，廣東廣州府南海縣石頭鄉（今佛山市禪城區石灣鎮街道）人，明朝政治人物，同進士出身。

## 生平
嘉靖十九年（1540年）庚子科廣東鄉試第九名。嘉靖三十八年（1559年）登三甲第一百零一名進士。授浙江慈谿縣知縣，与淳安知縣海瑞齐名，都御史鄢懋卿在巡視行部鹽事時，霍與瑕因不施以禮節，而被鄢联合御史袁淳彈劾，四十二年（1563年）罷官歸鄉。隆慶改元（1567年），起用為鄞縣知縣，遷南京太僕寺丞，轉兵部職方司員外郎，出为廣西按察使司僉事、備兵左江，隆慶六年（1572年）丁母憂去職。以考察降调，尚書譚綸重其才，萬曆四年（1576年）起理鹾江西，逾年因與巡按御史張簡不合，於是罷官回鄉。万历二十六年戊戌（1598年）去世。著有《勉齋集》。

## 家族
曾祖霍厚一，贈太子少保禮部尚書。祖父霍華，贈太子少保禮部尚書。父霍韜，太子少保禮部尚書，諡文敏。嫡母區氏（贈夫人）；繼母鄭氏（封夫人）；生母呂氏。慈侍下。兄霍與璞，布政司經歷。弟霍與珉、霍與琦、霍與瓔（貢士）、霍與璒、霍與瑺。